# Монтжуїцька фортеця
41°21′48″ пн. ш. 2°09′58″ сх. д. / 41.36342° пн. ш. 2.16617° сх. д.
Монтжуїцька фортеця (кат. Castell de Montjuïc, ісп. Castillo de Montjuich) — фортифікаційна споруда на горі Монтжуїк, у межах міста Барселона, яка дала ім'я двом важливим битвам — 1641 і 1705 років. Одна з найважливіших історичних пам'яток міста.

## Історія
Спочатку на цьому місці була сторожова вежа. Сучасна фортеця з'явилася на горі Монтжуїк в 1640 році, під час повстання каталонців проти Габсбургів.
На початку війни за іспанську спадщину захоплена англійцями на чолі з Вільямом Саутвеллом (1705). Згодом Саутвелл був призначений комендантом замку. Через рік відвойована іспанцями.
У середині XVIII століття Монтжуїцька фортеця була реконструйована за проектом Хуана Мартіно Керменьо. В 1779—1799 роках були проведені нові фортифікаційні роботи, внаслідок яких фортеця набула сучасного вигляду. У ті роки було розширено казарми, викопано рів. Фортеця мала на озброєнні щонайменше 120 гармат. У лютому 1808 року Монтжуїк захопили війська Наполеона І під командуванням полковника Флорешті.
Очільника каталонського уряду Луїса Компаніса було розстріляно у фортеці 15 жовтня 1940 року. До 1960 року форт використовувався франкістським режимом як військова в'язниця. 1963 року на території фортеці відкрито військовий музей. В 2007 році фортеця перейшла в розпорядження муніципального уряду Барселони. Відкрито для відвідувань. З укріплень відкривається гарний краєвид на море, Барселону та її порт.
До фортеці можна потрапити на канатній дорозі, верхня станція якої знаходиться біля входу до фортеці і має сполучення через фунікулер зі станцією Парал·лель Барселонського метро.